# Mohammed Lansri
Mohammed Lansri, orthographié aussi Mohamed El Ansri, né le 11 février 1980, est un footballeur marocain. 
Il évolue comme défenseur ou milieu de terrain.

## Carrière
Mohammed Lansri joue au FAR de Rabat puis à l'Olympique de Safi à partir de 2007. Il arrête sa carrière en 2013.